# Peter Kemp
Peter Kemp (født 24. januar 1937, død 4. august 2018) var en dansk teolog og filosof. Han var professor og institutleder ved Danmarks Pædagogiske Universitet.
I1973 blev han dr.theol. fra Københavns Universitet med afhandlingen ’Théorie de l’Engagement’ og i 1991 dr.phil. i filosofi ved Göteborgs Universitet.
Kemp var en kendt samfundsdebattør indenfor emner som teknologi, ældre, sundheds-, uddannelses- og skolepolitik.